# Tamboer (bouwkunde)

Bovenaan de koepel, waaronder respectievelijk de tamboer (a) en de pendentieven (b) zijn aangebracht

Een tamboer of koepeltrommel is in de architectuur onder meer een cirkelvormige of veelhoekige onderbouw waarop een koepel rust. De tamboer is veelal van vensters voorzien en soms ook van kolonnades, zoals bij de Sint-Pieter te Rome en het Capitool te Washington. Het architectonische voordeel van de tamboer is, dat de koepel zich hoger bevindt dan zonder tamboer het geval zou zijn, zodat ze beter tot haar recht komt. Ook de inwendige verlichting door middel van vensters die daardoor mogelijk werd, speelde een rol. Koepels werden vaak geplaatst op de viering van een kerkschip, zoals dat zich voordoet op de plek waar een dwarsbeuk het kerkschip kruist, of waar de gewelven van een centraalbouw elkaar in het centrum kruisen.  De overgang van een vierkante opbouw van een dergelijke viering naar de cirkelvormige van een tamboer wordt pendentief genoemd. 
De toepassing van tamboeren bij koepels stamt uit de klassieke oudheid. In de renaissance, die teruggreep op de klassieke oudheid, werd de koepel met tamboer eveneens veelvuldig toegepast. Een goed voorbeeld daarvan is de Santa Maria della Salute, ontworpen door de architect Baldassare Longhena (1598-1682). Ook het neoclassicisme kent vele toepassingen van deze bouwvorm, waarvan het reeds genoemde Capitool te Washington een beroemd voorbeeld is.

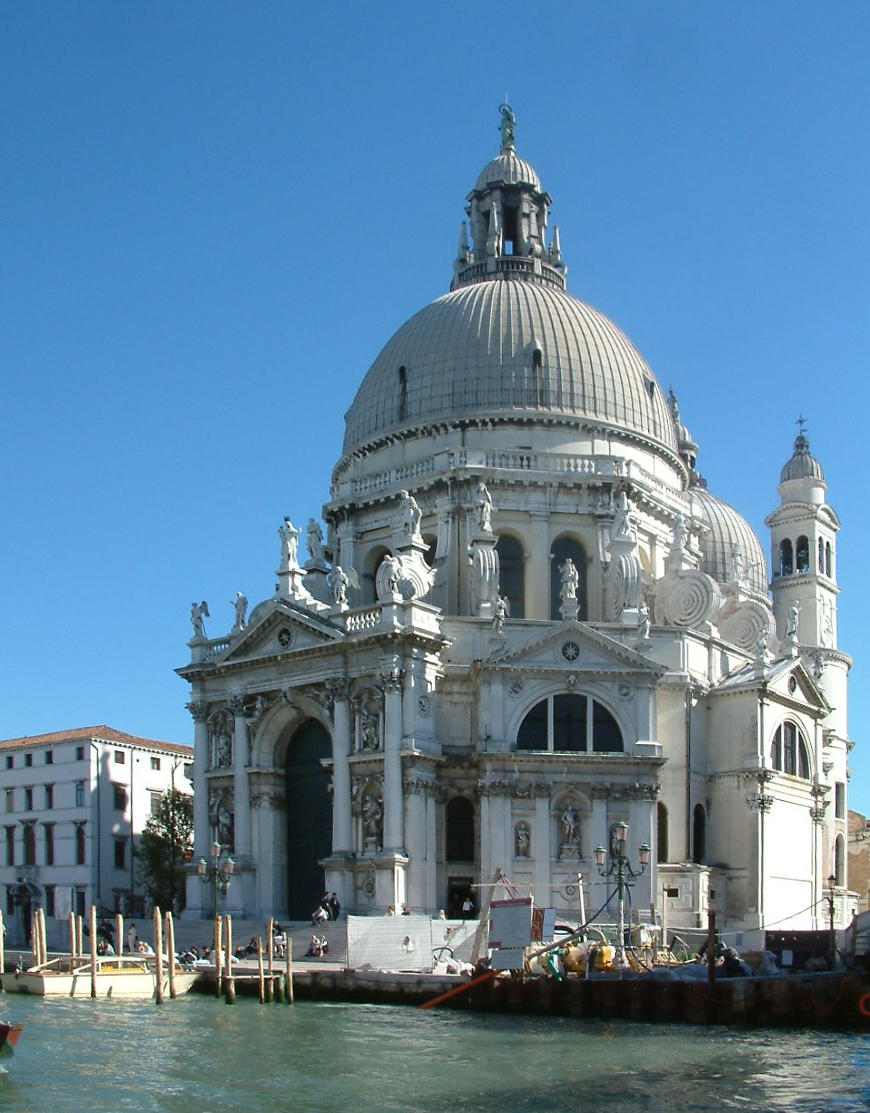
Koepel met achthoekige tamboer van de Santa Maria della Salute te Venetië
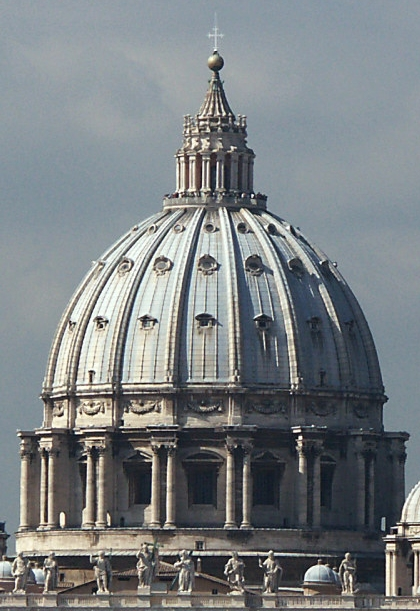
Koepel van de Sint-Pieter te Rome
Koepel met achthoekige tamboer van de Santa Maria del Fiore te Florence